# Our Wife (1931)
Our Wife is een korte film van Laurel en Hardy uit 1931.

## Verhaal
Ollie staat op het punt te gaan trouwen met zijn Dulcy (gespeeld door Babe London) als zijn aanstaande schoonvader (gespeeld door James Finlayson) het huwelijk verbiedt na het zien van Ollie's foto. Ollie besluit haar te schaken. Stan regelt een veel te kleine auto en verlinkt in zijn onnozelheid de plannen aan de schoonvader.

Toch weten ze te ontsnappen en bellen aan bij een zeer scheel kijkende ambtenaar van de burgerlijke stand (gespeeld door Ben Turpin). Per abuis worden Stan en Ollie in de echt verbonden.

## Rolverdeling
| Acteur          | Personage                |
| --------------- | ------------------------ |
| Stan Laurel     | Stan                     |
| Oliver Hardy    | Ollie                    |
| Babe London     | Dulcy                    |
| James Finlayson | Dulcy's vader            |
| Ben Turpin      | vrederecther             |
| Blanche Payson  | dochter van vrederecther |
| Charley Rogers  | butler                   |